# Scabrotrophon scarlatoi
Scabrotrophon scarlatoi är en snäckart som först beskrevs av Aleksandr Nikolaevich Golikov och Boris I. Sirenko 1992.  Scabrotrophon scarlatoi ingår i släktet Scabrotrophon och familjen purpursnäckor. Inga underarter finns listade i Catalogue of Life.